# Ліщинові
Ліщинові (Coryloideae) — підродина квіткових кущів та дерев родини березові (Betulaceae). Найвідомішими представниками є граб та ліщина. Поширена переважно у Північній півкулі. У викопному стані відома з мезозойської ери.

## Поширення
Підродина поширена переважно у Північній півкулі: у Північній Америці, Європі та Азії. П'ять видів відомі у Південній Америці.

## Палеоботаніка
Виходячи з природного ареалу природних сучасних представників підродини у помірних широтах Північної півкулі, ліщинові, ймовірно, виникли в помірних поясах Лавразії під час крейдового періоду. Записи викопного пилку також свідчить про те, що підродина Betuloideae виникла раніше від Coryloideae, приблизно 80 млн років тому. Найдавніший пилок ліщинових належать до роду ліщина (Corylus), віком 67 млн років. Carpinus та Ostrya з'явилися пізніше, 60 млн і 41 млн років тому. Ostryopsis невідомий у викопному стані.